# (473047) 2015 HU81
(473047) 2015 HU81 es un asteroide perteneciente al cinturón exterior de asteroides, descubierto el 23 de marzo de 2003 por el equipo del Spacewatch desde el Observatorio Nacional de Kitt Peak, Arizona, Estados Unidos.

## Designación y nombre
Designado provisionalmente como 2015 HU81.

## Características orbitales
2015 HU81 está situado a una distancia media del Sol de 3,236 ua, pudiendo alejarse hasta 3,441 ua y acercarse hasta 3,031 ua. Su excentricidad es 0,063 y la inclinación orbital 4,122 grados. Emplea 2126 días en completar una órbita alrededor del Sol.

## Características físicas
La magnitud absoluta de 2015 HU81 es 16,3.